# 国家重点研发计划
国家重点研发计划是中华人民共和国为了推动创新驱动发展战略、深化科技体制改革、加快国家创新体系建设推出的科技政策。国家重点研发计划整合了原有的国家重点基础研究发展计划（973计划）、国家高技术研究发展计划（863计划）、国家科技支撑计划、国际科技合作与交流专项，发展改革委、工信部管理的产业技术研究与开发资金等。计划重点支持研究农业、能源、生态、健康等关系国家和民生发展的重要领域。

## 背景
国家重点研发计划最早源于中国政府发布的《中共中央　国务院关于深化科技体制改革加快国家创新体系建设的意见》，意见中提到要深化改革中国科研制度，统筹管理中国的科研体系，改革科技管理体系，让资源得到更高效的利用。

## 概念
国家重点研发计划是因为中国政府认为中国以往的科技计划体系，各类科研计划，中存在项目重复、分散、封闭、低效，多头申报、资源配置“碎片化”，科研项目管理不够科学透明、科研资金使用效益低等问题，不能适应中国的创新驱动发展战略的要求，科研体系和科研基金管理都亟待继续进行整合和改革。根据《国务院印发关于深化中央财政科技计划（专项、基金等）管理改革方案》中提出要建立公开统一的国家科技管理平台，整合中国各项科技计划和资金，国家重点研发计划由此诞生国家重点研发计划由科技部负责牵头实施，但重点专项则由科技部、财政部、发展改革委等31个相关部门组成的部际联席会议共同审议。

## 沿革
2017年6月中国政府发布《科技部 财政部关于印发《国家重点研发计划管理暂行办法》的通知》，国家重点研发计划正式成立。
2019年1月中国发布《关于进一步优化国家重点研发计划项目和资金管理的通知》，进一部规范了国家重点研发计划项目的审批，管理，监督等细节。
在中国“十三五规划”中属于国家重点研发计划重点专项的有69个，项目3500多项，资金投入近760亿元。
2021年国家重点研发计划支持784个项目，拨款经费总计约197亿元。